# Joann Aalfs
Joann Aalfs (née le 29 mars 1923 et morte le 3 février 2021) est une activiste américaine des droits des femmes et des droits LGBT.

## Biographie
Joann Aalfs est née en 1923 à Saint Paul (Minnesota). Elle est diplômée du Bennington College en 1945, avant d'étudier au Union Theological Seminary à New York. Là, elle a servi aux côtés de son mari de l'époque, John Linden Aalfs dans divers ministères presbytériens, puis à Salem et Kasur, Pakistan en 1951-1952. Joann Aalfs a commencé, en 1963, à organiser des rassemblements politiques et des événements sociaux avec des femmes à New Bedford. Dans une YWCA locale, elles ont fondé le Women's Awareness Group, en même temps qu'un bulletin intitulé Rough Draft, qui publie les histoires des femmes au sein de l'organisation. Elle travaille avec le New Bedford Women's Center en 1972, Women and Violence de 1976 à 1977, et le Women's Center de University of Massachusetts Dartmouth de 1972 à 1978.
En 1980, Joann Aalfs, victime de violence conjugale s'est réfugiée dans un centre pour femmes battues de Springfield (Massachusetts). Elle a quatre enfants, dont une militante : Janet Aalfs.
En 2004, Aalfs a fait son coming out en tant que lesbienne et a commencé à aider d'autres lesbiennes à New Bedford, et Northampton (Massachusetts). Ses archives personnelles se trouvent dans la Sophia Smith Collection au Smith College,,